# 黍米の珠
黍米の珠（しょべいのたま）は、道教の最高神「元始天尊」が掌握する宇宙本源の象徴。
北宋時代の道教経典『霊宝無量度人上品妙経』（『道蔵』第1冊所収）に初出する宗教哲学的概念である。

## 典籍的定義
- 『霊宝無量度人上品妙経』巻一〈道君序〉：

| 「 | 元始天尊、空玄の中に黍米大の宝珠を懸け、その光は十方世界を照らす | 」 |

- 蕭応叟『元始無量度人上品妙経内義』：

| 「 | 黍珠は先天一炁の凝結、天地人三才を包含す | 」 |

## 能力体系
| 能力次元 | 具体表現                               | 典拠文献 |
| -------- | -------------------------------------- | -------- |
| 宇宙生成 | 混沌（無極）から時空秩序（太極）を展開 | [ 3 ]    |
| 因果操作 | 業力浄化による輪廻転生の制御           | [ 4 ]    |
| 内丹修練 | 体内に「黍米金丹」を凝結して仙体化     | [ 5 ]    |

## 学術研究
- 窪徳忠は農耕儀礼（社稷祭祀）の神学化プロセスを分析し、黍の栽培史と道教宇宙論の融合を実証した[6]。
- 三浦国雄は荘子・華厳経・易経の思想的統合体として解釈している[7]。